# 623
623 је била проста година.

## Догађаји
- Византијско-сасанидски рат: цар Ираклије напада Јерменију, остављајући свог сина Константина III Ираклија (11 година) и ко-регента Бонуса да бране Константинопољ од Персијанаца који су још увек у Халкидону (савремена Турска). Плови са 5.000 појачања да се придружи византијској војсци код Трапеза. Подижући додатне снаге у Понту, Ираклије удара кроз планине Јерменије и северне подкавкаске кнежевине. Он пљачка Медију (Азербејџан) и избегава персијску војску која покушава да га ухвати у замку.
- Краљ Хлотар II даје Аустразију свом сину Дагоберту I, старом 20 година, ефективно дајући краљевству полуаутономију као надокнаду за подршку њених племића, пре свега Пипина од Ландена (градоначелника палате). Арнулф, епископ Меца, постаје Дагобертов саветник.
- Основано Самово царство. За цара је изабран Само као вођа Словена у Моравској, Словачкој и Доњој Аустрији. Низ победа над Аварима му обезбеђује престо и успостављање сопственог царства које се протеже од горње Лабе до Дунава у Панонији.
- Инвазија Тујухуна на Гансу: Танг снаге под Чаи Шаом побеђују Тујухуне и спречавају даље упаде у Гансу (Кина).
- Јеврејска заједница у Медини (Саудијска Арабија) одбацује идеју да је Мухамед вођа јудаизма. Он и његови следбеници престају да се клањају Јерусалиму и почињу да се клањају Каби.